# Família Colonna
La família Colonna va ser una família noble italiana descendent dels comtes de Túsculum i originària de la ciutat de Roma.
Van ser molt poderosos durant l'edat mitjana i el Renaixement. Membres destacats van ser el cardenal Giovanni Colonna, elegit en 1192, i el papa Martí V, el veritable nom del qual era Oddone Colonna. Les relacions de Petrarca amb la família Colonna fan que estigui present en l'obra de l'autor, en particular en el Canzoniere. Tradicionalment, la família Orsini van ser els seus principals rivals.

## Orígens
Segons la tradició, els Colonna eren una branca dels comtes de Túsculum, iniciada per Pietro(1099–1151), fill del comte Gregori III, anomenat així per una columna que també donava nom al castell de la seva propietat als turons d'Alba.
El 1206 Giovanni Colonna di Carbognano va ser nomenat cardenal diaca de SS. Cosma e Damiano. Durant molts anys el cardenal Giovanni di San Paolo (nomenat l'any 1193) va ser identificat com un membre de la família Colonna i, per tant, com el primer representant en el Col·legi Cardenalici, però els historiadors actuals creuen que això és incorrecte i que l'error procedeix d'una falsa informació de començaments del segle xvi.
Giovanni Colonna (1206 c.-?), nebot del cardenal Giovanni Colonna di Carbognano, va ingressar dins l'orde dels dominics cap a l'any 1228 i va fer estudis teològics i filosòfics al (studium) de Santa Sabina a Roma, l'escola precursora de la Universitat Pontifícia de Sant Tomàs d'Aquino, Angelicum. Va ser el delegat provincial dels dominics i va dirigir el monestir d'Anagni des del 1248. Colonna va ser ascendit a arquebisbe de Messina el 1255.
Va ser per aquella època que va començar una rivalitat amb la família Orsini. En la disputa de les investidures, els Orsini es van possicionar amb la facció dels güelfs, és a dir, defensant el papat; mentre que els Colonna es van posar de la banda de l'emperador.

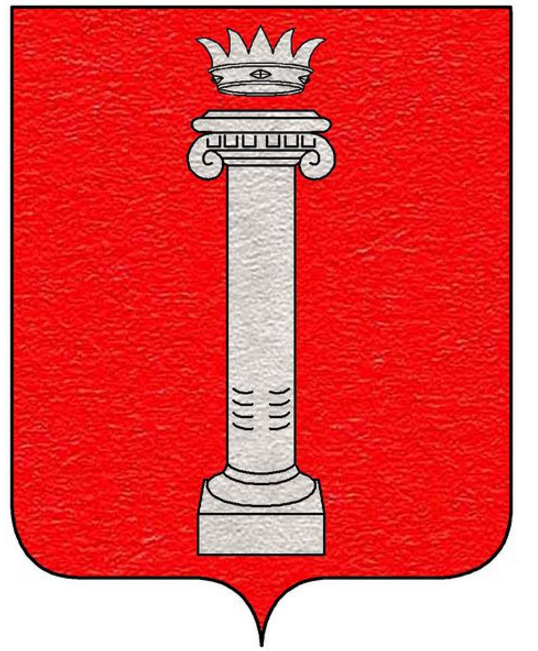
Escut de la família Colonna.

El 1297 el cardenal Jacopo (de vegades escrit Giacomo Colonna) va desposseir els seus germans: Otó, Mateu i Landolf, de les seves terres heretades. Aquests tres van apel·lar al papa Bonifaci VIII, qui va ordenar Jacopo de retornar-los els seus drets i, a més havia de lliurar al papat el castell que la família Colonna tenia a Palestrina i les fortaleses que posseïen a altres ciutats. Jacopo s'hi va negar i pel maig el papa el va expulsar del Col·legi cardenalici, amb una excomunió que afectava a ell i als seus seguidors durant quatre generacions.
La resta de la família Colonna van fer costat a Jacopo, van declarar que aquest papa havia estat escollit il·legalment després de la mort de Celestí V, feia només tres anys. Al setembre Bonifaci va encomanar Landolf la direcció d'un exèrcit contra els seus parents Colonna. Cap a finals del 1298 Colonna, Palestrina i altres ciutats on vivien els Colonna havien estat destruïdes. Les terres familiars van ser repartides entre Landolf i els seus dos germans; els altres membres de la família van fugir d'Itàlia.

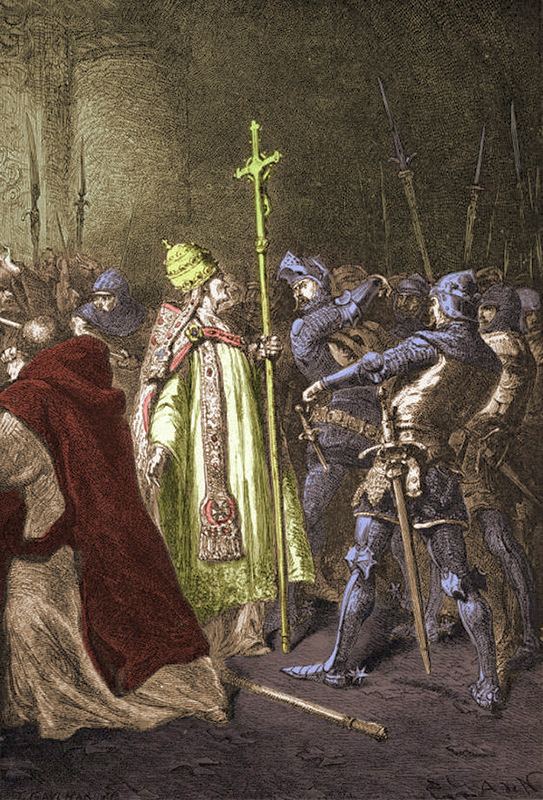
La galtada al Papa Bonifaci VIII, il·lustració de Alphonse-Marie-Adolphe de Neuville

 Un d'aquests, Sciarrillo Colonna, es va refugiar a la cort francesa. El 1303, amb el suport de Guillaume de Nogaret, cavaller i conseller reial, van marxar per trobar-se amb el papa, al qual havien de segrestar per ser jutjat davant del rei Felip IV. Finalment només van aconseguir humiliar-lo amb una galtada. Aquest mateix Sciarillo va ser qui més tard va coronar emperador del Sacre Imperi Romanogermànic a Lluís IV el 1328. Commemorant aquest fet els Colonna van afegir una corona al seu blasó.
Durant l'edat mitjana, una dona de la família, Margherita Colonna (1254-1284), va destacar per la seva pietat. Es va fer monja de l'orde franciscà i va dedicar la seva vida a cuidar dels pobres. L'any 1848 va ser beatificada pel papa Pius IX.

## A partir delseglexiv
En aquesta època destaquen alguns personatges amb càrrecs religiosos:

Gil o Egidi (1243-1316) va ser un eremita agustí, filòsof i teòleg, considerat erudit ja en vida.

El famós poeta Petrarca va ser amic dels Colonna, en especial del cardenal Giovanni, i els va dedicar alguns versos dient que eren descendents de la Dinastia Júlio-Clàudia, la família del primer emperador romà; però això era cosa que reclamaven totes les famílies nobles en aquell temps.
Odó, un dels membres de la família Colonna va esdevenir papa Martí V entre el 1417 i el 1431, coincidint amb un període d'esplendor de l'església catòlica. Anteriorment havia participat en el Concili de Pisa (1409) i en el Concili de Constança (1414-1418), recolzant tesis conciliadores entre els partidaris de la cort a Avinyó i els de Roma. Martí va fixar la seva residència pontifícia a Roma, invertint diners en l'embelliment de la casa que la seva família tenia a la plaça dels sants apòstols. Aquesta residència és en l'actualitat el palau museu Colonna.

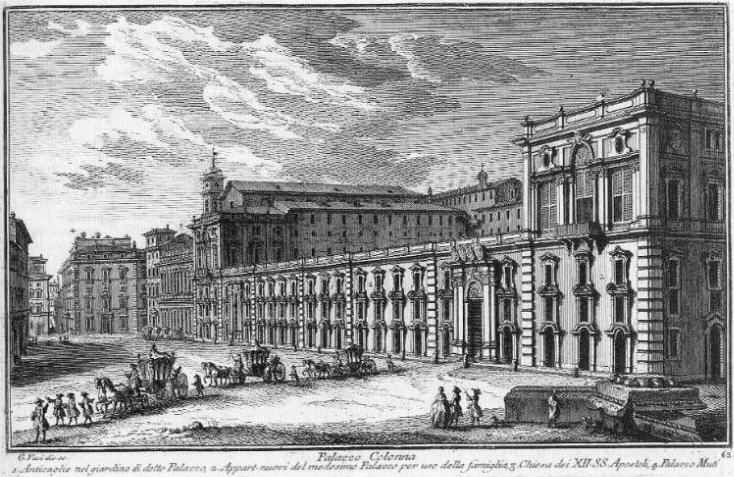
Palau Colonna (Roma) dibuix del 1748

El 1728 va sorgir la branca Carbognano, també coneguts com a Colonna-Barberini quan Giulio Cesare Colonna de Sciarra es va casar amb Cornelia Barberini, filla del darrer membre de la família Barberini, neta de Maffeo Barberini (papa Urbà VIII).

## Època moderna
Durant el segle xix alguns membres van ostentar el títol de Prínceps Assistents de la Santa Seu.
Actualment la família té dues branques: els Paliano i els Stigliano.
La branca principal són els "Colonna di Paliano". El cap representant es diu Princep Marcantonio Colonna di Paliano, que té els títols de príncep i duc de Paliano (1948). Els hereus són Don Giovanni Andrea Colonna di Paliano (1975),i Don Prospero Colonna di Paliano, Princep d'Avella (1956),el fill del qual és Don Filippo Colonna di Paliano (1995).
Hi ha una altra branca, els "Colonna di Stigliano", línia representada per Don Prospero Colonna di Stigliano, Princep de Stigliano (1938),l'hereu del qual és el seu nebot Don Stefano Colonna di Stigliano (1975).

## Llista de cardenals
La família Colonna ha aportat molts cardenals a l'església catòlica. A continuació està el llistat amb la data del seu nomenament:
- Giovanni Colonna (1193)
- Giovanni Colonna (1212)
- Jacopo Colonna (1278)
- Pietro Colonna (1288)
- Giovanni Colonna (1327)
- Agapito Colonna (1378)
- Stefano Colonna (1378)
- Oddone Colonna (1405)i papa
- Prospero Colonna (1426)
- Giovanni Colonna (1480)
- Pompeo Colonna (1517)
- Marcantonio Colonna (1565)
- Ascanio Colonna (1586)
- Girolamo Colonna (1627)
- Carlo Colonna (1706)
- Prospero Colonna (1739)
- Girolamo Colonna di Sciarra (1743)
- Prospero Colonna di Sciarra (1743)
- Marcantonio Colonna (1759)
- Pietro Colonna Pamphili (1766)

## Membres destacats de la família

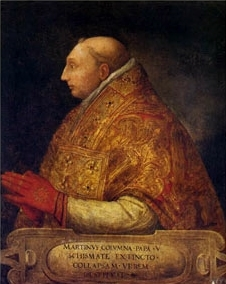
Papa Martí V

| NOM                          | VIDA         | NOTES                                                                                              |
| ---------------------------- | ------------ | -------------------------------------------------------------------------------------------------- |
| Margarita Colonna            | 1254-1284    | Monja franciscana declarada santa                                                                  |
| Sciarrillo(Giacomo) Colonna  | 1270-1329    | Intent de segrest del papa Bonifaci VIII                                                           |
| Stefano Colonna              | 1265-c. 1348 | Senador i polític gibel·lí                                                                         |
| Oddone Colonna               | 1369–1431    | En ser nomenat papa Martí V, va acabar amb el cisma amb Avinyó.                                    |
| Giovanni Colonna             | 1295-1348    | Cardenal influent durant la cort d'Avinyó.                                                         |
| Francesco Colonna            | 1453-1517    | Es creu que aquest monjo és l'autor de la " Hypnerotomachia Poliphili", per un acròstic en el text |
| Fabrizio Colonna             | 1450–1520    | Lluità a favor de Ferran el Catòlic contra Venècia                                                 |
| Vittoria Colonna             | 1490–1547    | Poetessa i amiga de Michelangelo Buonarroti casada amb F. d'Avalos marquès de Pescara.             |
| Prospero Colonna             | 1452-1523    | Lluità contra el seu cosí Fabrizio Colonna.                                                        |
| Pompeo Colonna               | 1479-1532    | Cardenal i virrei de Nàpols(1530-32)                                                               |
| Marcantonio I Colonna        | 1478-1522    | Militar mercenari al servei de Florència i del papa Juli II.                                       |
| Marco Antonio Colonna        | 1535-1584    | Participà en la batalla de Lepant (1571) i fou virrei de Sicília.                                  |
| Pirro Colonna                | 1500–1552    | Capità al servei de Carles V                                                                       |
| Filippo Colonna              | 1578–1639    | Conestable a Nàpols, pare de Federico                                                              |
| Federico Colonna i Tomacelli | 1601–1641    | Príncep de Butera, virrei de València, virrei de Catalunya(1641)                                   |
| Marcantonio V Colonna        | 1606-1659    | Príncep de Paliano                                                                                 |
| Lorenzo Onofrio Colonna      | 1678–1681    | Virrei d'Aragó                                                                                     |
| Guido Colonna di Paliano     | 1908–1982    | Diplomàtic i membre de la Comissió europea                                                         |